# 東北綜合警備保障
東北綜合警備保障株式会社（とうほくそうごうけいびほしょう）は、山形県・秋田県・岩手県を営業エリアとしていた警備会社。本社を宮城県仙台市に置く綜合警備保障の関連会社であった。

## 概要
1972年10月に「綜合警備保障」から分離する形で設立。機械警備・常駐警備・貴重品輸送警備をおもな業務としていた。
宮城県仙台市に本社があるが、宮城県全域は親会社の「綜合警備保障東北支社」の管轄である。また、秋田県県北地方（大館市・鹿角市など）は「青森綜合警備保障」の管轄となっている。
子会社の「東北綜合管財」はおもに交通警備業務を行い、「東北綜警常駐」は宮城県内の常駐警備および宮城県内および福島県内にある原子力発電所の常駐警備を行っていた。
2009年4月、3県の事業を新たに設立する「ALSOK山形」「ALSOK秋田」「ALSOK岩手」にそれぞれ譲渡し、「東北綜合警備保障」は「綜合警備保障」に吸収合併された。また、子会社の「東北綜合管財」（後に事業をALSOK宮城管財などへ会社分割により承継し解散）と「東北綜警常駐」（現・ALSOK宮城）は、綜合警備保障の直轄子会社になった。

## 本社・支社
- 本社/宮城県仙台市泉区明通4-16-3
- 山形支社/山形県山形市松栄1-5-30
- 秋田支社/秋田県秋田市卸町4-9-2
- 岩手支社/岩手県盛岡市津志田西1-24-15

## 沿革
- 1972年10月 - 東北綜合警備保障設立。
- 1973年2月 - 山形支社・秋田支社・岩手支社を設立。
- 1982年6月 - 水沢管財を設立。
- 1985年6月 - 水沢管財を東北綜合管財に商号変更。
- 2004年4月 - 東北綜警常駐を設立。
- 2009年4月 - 新設されたALSOK山形、ALSOK秋田、ALSOK岩手に事業を譲渡し、綜合警備保障に吸収合併。

## 関連会社
- 東北綜合管財
- 東北綜警常駐